# (4659) Roddenberry
(4659) Roddenberry est un astéroïde de la ceinture principale. Il est nommé en l'honneur de Gene Roddenberry, créateur de Star Trek.

## Description
(4659) Roddenberry est un astéroïde de la ceinture principale. Il fut découvert le 2 mars 1981 à Siding Spring par Schelte J. Bus. Il présente une orbite caractérisée par un demi-grand axe de 2,37 UA, une excentricité de 0,22 et une inclinaison de 2,5° par rapport à l'écliptique.

## Compléments